# Etzer Vilaire
Œuvres principales
- Le flibustier, essai de roman en vers (1902)
- Homo, vision de l'enfer (1902)
- Nouveaux poèmes (1910)

Etzer Vilaire, né le 7 avril 1872 à Jérémie et mort le 22 mai 1951 à Port-au-Prince, était un poète, romancier, essayiste, avocat et enseignant haïtien. Il se consacre à la littérature tout en inscrivant ses créations  dans l'histoire littéraire française et non haïtienne, et est critiqué à ce titre par les tenants de l'indigénisme haïtien.

## Biographie
Né à Jérémie en avril 1872, fils de Jean-Baptiste Joseph Vilaire et d'Eugénie Clérié, il étudie le droit et est avocat et juge. Il est également professeur de français.
C'est Georges Sylvain qui l'amène à la poésie. Et le fait entrer dans le cercle littéraire La Ronde. Ses premiers écrits rencontrent un grand succès. Son recueil Nouveaux poèmes est couronné du prix Jules-Davaine par l'Académie française en 1912. Il se rend à Paris en compagnie de Jean Price-Mars pour recevoir ce prix littéraire. Mais ce même Jean Price-Mars insuffle des idées nouvelles, notamment parmi les peintres et les écrivains,qui valorisent l'identité nationale haïtienne. C'est le mouvement de l'indigénisme haïtien qui va à l'encontre des choix effectués par Etzer Vilaire
Il meurt en mai 1951, à 79 ans.

## Œuvres
- Page d'Amour (1897)
- Le Flibustier (1902)
- Poèmes de la mort, 1898-1905 (1907)
- Dix Hommes Noirs
- A mon âme
- Années tendres (1907)
- Nouveaux Poèmes (1910)
- Thanathophobe. Roman inédit. Publié partiellement en feuilleton vers 1912.
- La Mission de Mr le député Etzer Vilaire et de Mr le sénateur Price-Mars à Prague, à Paris et à Genève en 1931, rapport au gouvernement de la République et au Corps législatif. (Essai avec Jean Price-Mars) Port-au-Prince: Imprimerie de V. Valcin, 1932, 33 pages.
- Quelques remarques sur le roman "L'Homme d'airain" de Timoléon C. Brutus  ;
- Essai d'étude monographique sur Jean-Jacques Dessalines, fondateur de la nation haïtienne. Port-au-Prince: 1946.

## Résumé des "Dix Hommes Noirs"
Le poème raconte l’histoire de dix jeunes Haïtiens qui en ont assez de l’état du pays et de la vie. Ce sont des amis qui se sont rencontrés dans l’armée ou ils faisaient leur service militaire. Ils prennent rendez-vous pour se faire des confidences sur le sort qui [13] est le leur. Au jour fixé, ces dix jeunes, vêtus de noir, montés sur dix chevaux blancs, se rencontrent aux douze coups de minuit, au fond d’une forêt, dans un vieux manoir délabré. Ils ont mis en commun leurs derniers sous, se sont fait apprêter un diner copieux. Ils congédient le domestique, s’attablent, mangent. Puis sur l’avis de l’un d’eux, ils disent à tour de rôle «L'enfer où le destin les isole».
Ils venaient cette nuit sur leur sombre existence
Prononcer en secret la suprême sentence...
Et à travers leurs discours défilent sous nos yeux, tout le tragique de leur existence qui se trouvent être celui du pays Hattien. Il suffit de lire les compte-rendu publiés dans les revues de l’époque pour comprendre combien ce récit macabre a trouvé écho chez les jeunes du début du 2Oème siècle. Lisez:
«Touché, dit un contemporain par les conditions d'existence de toute une génération, Vilaire avait entrepris d'exprimer la douloureuse histoire de ses rêves brisés. Aussi le poème connu un succès immense à l'époque de sa publication.»
Des années plus tard Seymour Pradel du mouvement de la Ronde dira: Lorsque parurent Les Dix Hommes Noirs ce furent pour nous une révélation. C’était le souffle de la grande poésie qui passait sur nos fronts et les courbait. C’étaient nos pensées embellies et magnifiées qui vivaient devant nous. C'étaient nos rêves, nos espoirs, nos doutes, nos dégoûts, c’étaient nos cœurs, c’était notre jeunesse qui chantait.
[14]
...ce poème est le procès-verbal de Lame d'une génération, dressé par un poète et un observateur. Il renferme une analyse aigue et juste de la crise qui en 1900 failli emporter toutes nos énergies: il représente peut-être l'œuvre la plus caractéristique»
Et enfin Charles Moravia, dans le dernier tercet d’un sonnet dédié à Vilaire lui confiera
Le mal dont nous souffrons a passé dans tes vers,
Nous l'avons reconnu, hélas, en tes dix hommes
La jeunesse pensive et triste que mous sommes